# Монблан
Монблан (фр. Mont Blanc, итал. Monte Bianco - ”бела планина”) је највиши врх Алпа и највиши врх западне Европе. Висок је око 4807 метара. Монблан се налази на граници Француске и Италије.
Околина Монблана је познато и популарно место за планинарење и скијање. Први су се на врх Монблана попели Жак Балма (фр. Jacques Balmat) и Мишел Пакар (фр. Michel Paccard), 8. августа 1786.

## Људске жртве
Процена из 1994. године наводи да је на Монблану било укупно 6 000 до 8 000 смртних случајева алпиниста, више него на било којој другој планини. Упркос непоткрепљеним тврдњама које се понављају у медијима да „неке процене наводе стопу смртности од просечно 100 планинара годишње“., стварни пријављени годишњи бројеви, макар од 1990-их, су између 10 и 20. Током 2017. године, било је 14 жртава на 20 000 покушаја успона, док се двоје још увек води као нестало. Од августа 2018. године било је 15 жртава.
Француска студија о посебно ризичном „„Goûter” кулоару, на нормалној рути на Монт Блану“ и неопходним спасилачким операцијама открила је да је између 1990. и 2011. године било 74 смртних случајева на деоници између „Tête Rousse” (3 187 m) и „Goûter” склоништа (3 830 m)". У периоду 2012–15. године било је још 17 жртава, 2016. ниједне, а 2017. 11. Жртве авионских несрећа компаније Ер Индија, на летовима 245 и 101, који су се срушили на Монблан, нису биле предмет претходно наведених процена и студија.